# آکیل میشرا
آکیل میشرا (انگلیسی: Akhil Mishra؛ زادهٔ ۲۲ ژوئیهٔ ۱۹۵۶ – درگذشتهٔ ۲۱ سپتامبر ۲۰۲۳) هنرپیشه اهل هند بود.

## فیلم‌شناسی
- سه احمق
- رادیو
- دان: تعقیب دوباره آغاز می‌شود
- آفرین پدر
- بوپال: دعا برای باران
- هزار آرزو مثل این